# Les Visiteurs (série de films)
Pour les articles homonymes, voir Les Visiteurs.
Les Visiteurs est une série de films français réalisés par Jean-Marie Poiré, débutée en 1993, comportant trois épisodes ainsi qu'un remake américain du premier.

## Films
- Films français
  - Les Visiteurs réalisé par Jean-Marie Poiré, sortie en France le 27 janvier 1993.
  - Les Visiteurs 2 : Les Couloirs du temps réalisé par Jean-Marie Poiré, sortie en France le 11 février 1998.
  - Les Visiteurs 3 : La Révolution réalisé par Jean-Marie Poiré, sortie en France le 6 avril 2016.

- Remake
  - Les Visiteurs en Amérique (Just Visiting) réalisé par Jean-Marie Gaubert (pseudonyme utilisé par Jean-Marie Poiré), sortie en France le 11 avril 2001, remake américain du premier film.

## Synopsis

### Trilogie française

#### Les Visiteurs

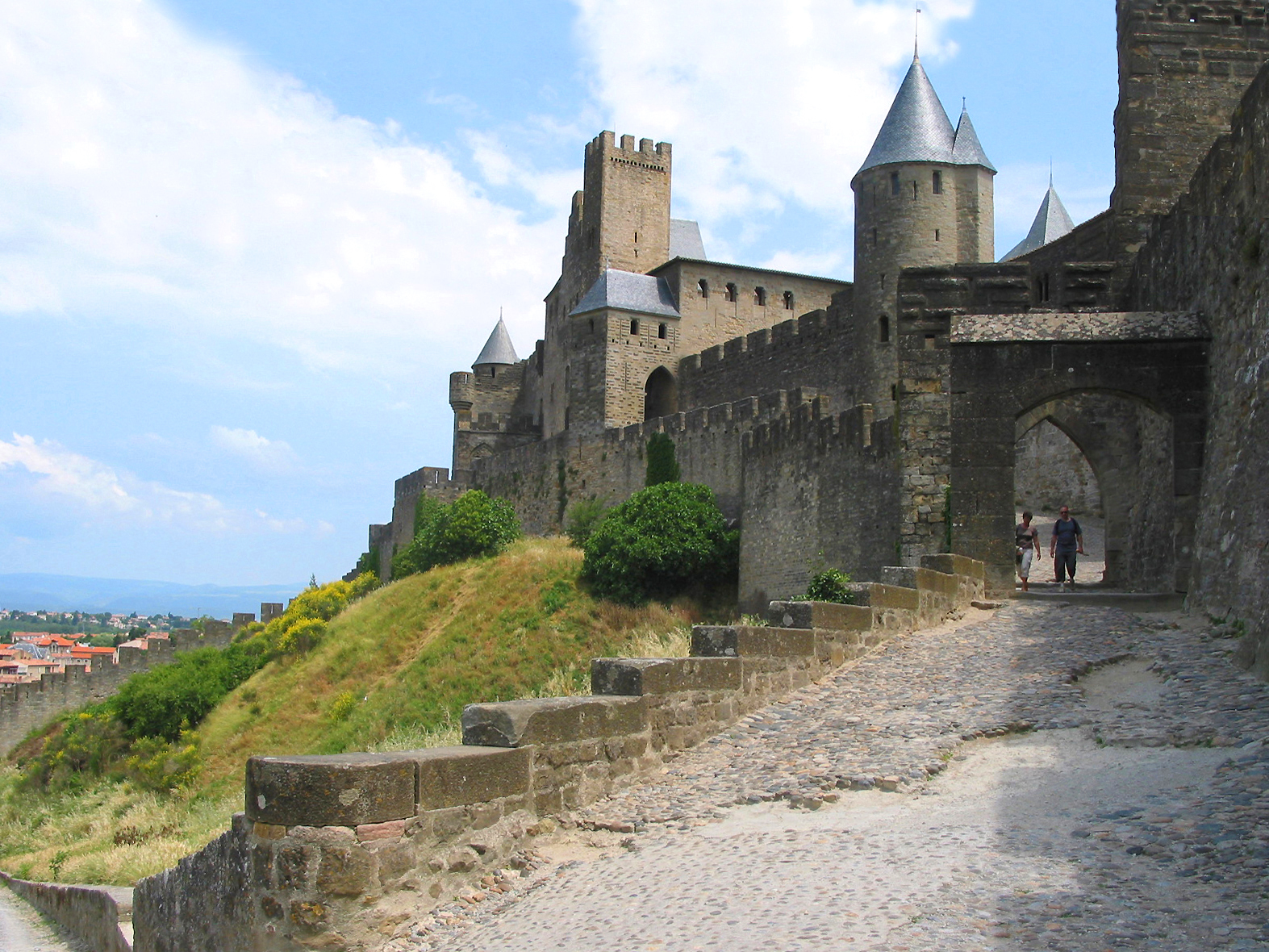
La porte de l'Aude de la cité de Carcassonne, un des lieux de tournage du premier film.

En l'an de grâce 1123, pour avoir sauvé la vie du roi de France Louis VI, dit « le Gros », le comte Godefroy de Montmirail, dit « le Hardi », se voit promettre en mariage Frénégonde de Pouille, la fille du duc Fulbert de Pouille.
Mais alors que Godefroy fait route vers le château de sa promise, une sorcière lui fait absorber un breuvage à son insu. Ce dernier donne des hallucinations au comte, au point de le pousser à assassiner son futur beau-père. Afin de réparer sa faute, Godefroy demande conseil au mage Eusæbius, qui concocte une potion pour renvoyer Godefroy dans le passé, peu de temps avant le drame.
Mais le mage a oublié un ingrédient indispensable dans la préparation de la potion. Godefroy et son écuyer, Jacquouille la Fripouille, se retrouvent alors propulsés au XXe siècle, en 1992. Tous deux font la connaissance de Béatrice de Montmirail, une mère de famille bourgeoise et Jacques-Henri Jacquart, l'actuel propriétaire du château Montmirail, qui ne sont autres que leurs descendants respectifs.
Godefroy ne cherche alors qu'une chose : retourner dans son époque et épouser Frénégonde. Mais la tâche va se révéler difficile car Béatrice le prend pour son cousin Hubert, ce dernier étant un pilote de rallye disparu depuis plusieurs années, qu'elle croit revenu et amnésique après un accident à Bornéo durant le Raid Gauloises. Il finira néanmoins par trouver le descendant du mage Eusaebius qui lui donnera la potion pour arriver cette fois-ci au bon moment de son époque. Mais Jacquouille, qui a entre-temps rencontré Ginette Sarclay, une personne sans domicile fixe avec qui il prévoit de se marier, ne veut plus partir et se débrouille pour faire partir Jacquart à sa place.

#### Les Visiteurs 2: Les Couloirs du temps
Le comte Godefroy de Montmirail est enfin parvenu à retourner dans son époque en compagnie, croit-il, de son écuyer Jacquouille la Fripouille, et à éviter l'assassinat de son futur beau-père, le duc Fulbert de Pouille. Mais Jacquouille, se plaisant au XXe siècle, a fait en sorte d'envoyer son descendant, Jacques-Henri Jacquart, au Moyen Âge.
De son côté, Godefroy célèbre son mariage avec Frénégonde, mais les festivités sont interrompues par l'arrivée de Fulbert de Pouille. En effet, parmi les bijoux de ce dernier se trouve une relique, la dentelette de sainte Rolande, mais cette dernière a été subtilisée par Jacquouille. Afin de pouvoir se marier, Godefroy retourne au XXe siècle afin de retrouver la relique.

#### Les Visiteurs 3: La Révolution
Arrivés en 1793, en pleine Révolution française, Godefroy de Montmirail et son écuyer Jacquouille la Fripouille rencontrent Jacquouillet, descendant de Jacquouille et accusateur public et se retrouvent empêtrés dans la tourmente de la Terreur. Godefroy est confronté à sa descendance de l'époque, qui essaie d'échapper à la Révolution : lui et son écuyer les aident à fuir et tentent de retrouver un descendant de l'Enchanteur pour rentrer à leur époque. Les deux voyageurs temporels subissent en effet des effets secondaires inquiétants dus aux couloirs du temps non refermés. Mais encore une fois, à la fin du film, l'enchanteur se trompe et ne renvoie pas Godefroy et Jacquouille dans leur époque et ceux-ci sont alors propulsés en 1943 en pleine Seconde Guerre mondiale...

### Remake américain:Les Visiteurs en Amérique
Les Visiteurs en Amérique (Just Visiting) est un remake américain du film original Les Visiteurs, et en aucun cas la suite du deuxième épisode.
Durant la guerre de Cent Ans, le duc français Thibault de Malfète s'apprête à épouser Rosaline, la fille du roi de Grande-Bretagne. Cependant, Earl de Warrick a l'intention de s'opposer au mariage. Une sorcière lui a concocté une potion à offrir au duc Thibault.
Celui-ci, ne soupçonnant pas la traîtrise, l'ingurgite. Aussitôt victime d'hallucinations, il tue accidentellement sa bien-aimée. Un geste irréversible qui lui vaut la peine de mort. Le duc Thibault est toutefois sauvé par son fidèle serviteur, André le Pâté, et le magicien anglais. Celui-ci leur prépare un breuvage qui leur permettra de remonter le temps et ainsi de pouvoir empêcher la mort de Rosaline. Mais il oublie d'inclure dans la potion un élément crucial et les deux hommes se retrouvent plongés dans les couloirs du temps. Les deux lascars aboutissent en l'an 2000 à Chicago, dans une chambre reconstruite dans un grand musée à l'occasion d'une exposition sur le Moyen Âge. Cet évènement culturel a été organisé par la conservatrice Julia Malfète qui n'est autre que la descendante de Rosaline et constitue la clé de leur retour.

## Fiche technique
|                    | Films                                         | Films                                          | Films                                  | Films                            | Films  |        |
| ------------------ | --------------------------------------------- | ---------------------------------------------- | -------------------------------------- | -------------------------------- | ------ | ------ |
| Trilogie originale | Trilogie originale                            | Trilogie originale                             |                                        | Remake                           | Remake | Remake |
| Titre              | Les Visiteurs (1993)                          | Les Visiteurs 2 : Les Couloirs du temps (1998) | Les Visiteurs 3 : La Révolution (2016) | Les Visiteurs en Amérique (2001) |        |        |
| Réalisateur        | Jean-Marie Poiré                              | Jean-Marie Poiré                               | Jean-Marie Poiré                       | Jean-Marie Poiré                 |        |        |
| Scénario           | Jean-Marie Poiré                              | Jean-Marie Poiré                               | Jean-Marie Poiré                       | Jean-Marie Poiré                 |        |        |
| Scénario           | Christian Clavier                             | Christian Clavier                              | Christian Clavier                      | Christian Clavier                |        |        |
| Scénario           |                                               |                                                | John Hughes                            |                                  |        |        |
| Photographie       | Jean-Yves Le Mener                            | Christophe Beaucarne                           | Stéphane Le Parc                       | Ueli Steiger (en)                |        |        |
| Montage            | Catherine Kelber                              | Catherine Kelber                               | Philippe Bourgueil                     | Michael A. Stevenson             |        |        |
| Musique            | Éric Lévi                                     | Éric Lévi                                      | Éric Lévi                              | John Powell                      |        |        |
| Production         | Alain Terzian                                 | Alain Terzian                                  |                                        |                                  |        |        |
| Production         | Patrice Ledoux                                | Patrice Ledoux                                 | Sidonie Dumas                          | Patrice Ledoux                   |        |        |
| Production         |                                               | Christian Clavier                              | Christian Clavier                      | Christian Clavier                |        |        |
| Production         |                                               | Jean-Marie Poiré                               | Jean-Marie Poiré                       | Jean-Marie Poiré                 |        |        |
| Durée              | 107 minutes                                   | 118 minutes                                    | 110 minutes                            | 88 minutes                       |        |        |
| Budget             | 50 000 000 francs (soit 10 000 000 € en 2014) | 140 000 000 francs (soit 23 030 000 € en 2014) | 24 750 000 €                           | 40 000 000 $                     |        |        |
| Distributeur       | Gaumont                                       | Gaumont                                        | Gaumont                                | Gaumont                          |        |        |
| Distributeur       |                                               |                                                | Hollywood Pictures                     |                                  |        |        |
| Nationalité        | France                                        | France                                         | France                                 | France                           |        |        |
| Nationalité        |                                               |                                                | Belgique                               | États-Unis                       |        |        |
| Nationalité        |                                               | République tchèque                             |                                        |                                  |        |        |
| Sortie             | 27 janvier 1993                               | 11 février 1998                                | 6 avril 2016                           | 11 avril 2001                    |        |        |
| Statut             | Sortis                                        | Sortis                                         | Sortis                                 | Sorti                            |        |        |

## Distribution
| Rôle                                                        | Les Visiteurs (1993)        | Les Visiteurs 2 : Les Couloirs du temps (1998) | Les Visiteurs 3 : La Révolution (2016) |                   |
| ----------------------------------------------------------- | --------------------------- | ---------------------------------------------- | -------------------------------------- | ----------------- |
| Jacquouille la Fripouille                                   | Christian Clavier           | Christian Clavier                              | Christian Clavier                      |                   |
| Godefroy de Montmirail                                      | Jean Reno                   | Jean Reno                                      | Jean Reno                              |                   |
| Jacques-Henri Jacquart                                      | Christian Clavier           | Christian Clavier                              | Ryan Brodie                            |                   |
| Ginette Sarclay                                             | Marie-Anne Chazel           | Marie-Anne Chazel                              |                                        |                   |
| Jacquouillet                                                |                             | Christian Clavier                              | Christian Clavier                      |                   |
| Frénégonde de Pouille                                       | Valérie Lemercier           | Muriel Robin                                   |                                        |                   |
| Béatrice Goulard de Montmirail                              | Valérie Lemercier           | Muriel Robin                                   |                                        |                   |
| Eusæbius / Ferdinand Eusèbe                                 | Pierre Vial                 | Pierre Vial                                    |                                        |                   |
| Duc de Pouille                                              | Patrick Burgel              | Patrick Burgel                                 |                                        |                   |
| Jean-Pierre Goulard                                         | Christian Bujeau            | Christian Bujeau                               |                                        |                   |
| Maréchal des logis Gibon                                    | Jean-Paul Muel              | Jean-Paul Muel                                 |                                        |                   |
| Florian Goulard                                             | Yohan Boyadjian             | Jérôme Hardelay                                |                                        |                   |
| Ondine Goulard                                              | Amandine Boyadjian          | Mélanie Hardelay                               |                                        |                   |
| Ganelon                                                     | Jean-Luc Caron              | Jean-Luc Caron                                 |                                        |                   |
| Frère Raoul                                                 | Éric Averlant               | Éric Averlant                                  |                                        |                   |
| Le maître d'hôtel                                           | David Gabison               | David Gabison                                  |                                        |                   |
| Jacqueline                                                  | Arièle Semenoff             | Arièle Semenoff                                |                                        |                   |
| Freddy                                                      | Frédéric Baptiste           | Frédéric Baptiste                              |                                        |                   |
| Hilda                                                       | Katja Weitzenböck           | Olga Sékulic                                   |                                        |                   |
| Le facteur                                                  | Théophile Sowié             | Théophile Sowié                                |                                        |                   |
| Gonzague de Montmirail                                      | Jean Reno (sur un portrait) |                                                | Franck Dubosc                          |                   |
| Louis VI, dit « le Gros »                                   | Didier Pain                 |                                                | Patrick Descamps                       |                   |
| Charles Eusèbe, l'apothicaire descendant d'Eusæbius en 1793 |                             |                                                | Alexandre von Sivers                   |                   |
| Prune                                                       |                             |                                                | Marie-Anne Chazel                      |                   |
| Adélaïde de Montmirail                                      |                             |                                                | Karin Viard                            | Karin Viard       |
| Charlotte de Robespierre                                    |                             |                                                | Sylvie Testud                          | Sylvie Testud     |
| Lorenzo Baldini, marquis de Portofino                       |                             |                                                | Ary Abittan                            | Ary Abittan       |
| Robert de Montmirail                                        |                             |                                                | Alex Lutz                              | Alex Lutz         |
| Philibert                                                   |                             |                                                | Pascal Nzonzi                          | Pascal Nzonzi     |
| Maximilien de Robespierre                                   |                             |                                                | Nicolas Vaude                          | Nicolas Vaude     |
| Jean-Paul Marat                                             |                             |                                                | Christian Hecq                         | Christian Hecq    |
| le colonel Wurtz                                            |                             |                                                | Götz Otto                              | Götz Otto         |
| Edmond Jacquart                                             |                             |                                                | Christian Clavier                      | Christian Clavier |
| François de Montmirail                                      |                             |                                                | Franck Dubosc                          |                   |
| Geneviève Carraud-Robespierre                               |                             |                                                | Sylvie Testud                          |                   |

## Produits dérivés

### Jeu vidéo
La franchise Les Visiteurs est adaptée plusieurs fois en jeu vidéo sur plusieurs plates-formes. Début 1998, à l'époque de la sortie du deuxième film, Ubisoft édite un jeu d'aventure multimédia sur PC (Windows) intitulé Les Visiteurs, le jeu,. Fin 1999, un jeu de plates-formes édité par Ubisoft et intitulé Les Visiteurs sort sur la console portable Game Boy Color (en réalité un jeu Game Boy),,. Début avril 2001 sur PC (Windows) et dans le courant du mois sur PlayStation, parait le jeu d'action-aventure développé par Silmarils et édité par Ubisoft intitulé Les Visiteurs : La Relique de Sainte Rolande.

## Accueil

### Recettes
| Titre                    | Les Visiteurs(1993) | Les Couloirs du temps : Les Visiteurs 2(1998) | Les Visiteurs : La Révolution(2016) |
| ------------------------ | ------------------- | --------------------------------------------- | ----------------------------------- |
| Budget                   | 10 084 250 $        | 24 414 500 $                                  | 26 277 057 $                        |
| Recettes internationales | 98 755 038 $        | 54 045 072 $                                  | 17 192 129 $                        |

- Budget total : 60 775 807 $
- Recettes totales : 169 992 239 $

### Entrées
| Film                                    | Budget (estimation)            | Box office         | Box office          | Total              |
| Film                                    | Budget (estimation)            | France             | Monde (hors France) | Total              |
| --------------------------------------- | ------------------------------ | ------------------ | ------------------- | ------------------ |
| Les Visiteurs                           | 10 084 250 $ (9,5 millions €)  | 13 782 991 entrées | 1 617 143 entrées   | 15 400 134 entrées |
| Les Couloirs du temps : Les Visiteurs 2 | 24 414 500 (23 millions €)     | 8 043 129 entrées  | 1 661 629 entrées   | 9 704 758 entrées  |
| Les Visiteurs : La Révolution           | 26 277 057 $ (24,7 millions €) | 2 200 452 entrées  | 283 607 entrées     | 2 484 059 entrées  |
| Totaux                                  | 3 464 090 714 $                | 24 026 572 entrées | 3 562 379 entrées   | 27 588 951 entrées |